# 1936级驱逐舰
1936级驱逐舰（德語：Zerstörer 1936）是纳粹德国海军于1930年代末至第二次世界大战期间订购的五款驱逐舰所使用的船级。其中战争前建造的“1936”型有六艘，均以在第一次世界大战中阵亡的德国军官命名，为前级1934级驱逐舰的改进和扩大版本；1938年－1941年建造的八艘“1936A”型尺寸更大，并因搭载了更重型的武器而更接近轻巡洋舰而非典型的驱逐舰；为了在战时缩短建造时间而稍作内部修改的另外七艘则被称为“1936A（动员）”型；1941年－1945年建造的三艘（规划八艘）“1936B”型保留了1936A型的舰体设计，但恢复装备了1936型的轻型武器以减少配重和改善耐波性；而规划建造的五艘“1936C”型本应搭载更强大的涡轮机和火力，却因空袭、材料供应延误和铜短缺等缘故导致施工一再中断，最终无一建成。

## 设计

### 1936型
1936型驱逐舰是前级1934级的改进和扩大版本。尽管它们是在前级舰完工之前设计的，但通过减轻顶重以充分利用满负荷贮油量，稳定性问题得到了部分解决，它们的转向半径略有减小，且舰艏被重新塑造以减少在顶头浪中冲上舰艏的水量。与前级舰相比，这些改动提高了它们的耐波性，但它们仍然保留了早期舰只过于复杂和存在诸多问题的锅炉。
最初建造的三艘舰的全长为123.4米，后续的三艘在建造过程中稍作改动，采用了飞剪式舰艏，将其全长增加到125.1米；全部六艘船的水线长度均为120米。它们有11.75米的舷宽和最大4.5米的吃水深度；设计排水量为2,411吨、满载时则可达3,415吨，满载稳心高度为0.95米。舰体被分成十五个水密隔舱，其中中间的七个用于容纳推进装置和辅助机械，并受到占龙骨长度比重为47%的双层船底保护。主动式减摇装置最初是为了减轻横摇而安装，但事实证明它们无效，遂于1940年4月之前在除Z-20“卡尔·加尔斯特”号之外的所有同型舰上都被舭龙骨取代。舰只的标准船员编制为10名军官和313名水兵，在担任区舰队旗舰时还可额外增加4名军官和19名水兵。
1936型驱逐舰由两台瓦格纳齿轮传动蒸汽轮机提供动力，各负责驱动一副直径为3.25米的三叶螺旋桨。过热蒸汽由六台瓦格纳水管锅炉供应，其运行压力为70標準大氣壓（7,093千帕斯卡），温度450℃。这些涡轮机可输出72,100至76,500匹軸馬力（53,800至57,000千瓦特）的功率，设计航速为36節（67每小時）。最初的四艘舰在战争爆发前能够进行全套速度试验，并且轻松超过了它们的设计速度，达到39至41.5節（72.2至76.9每小時）不等。1936型舰最多可贮存739吨燃料油，从而能够以19節（35每小時）的速度的巡航2,050海里（3,800）。舰只还配备有两台蒸汽驱动的200千瓦特涡轮发电机，每个轮机舱一台；另有三台柴油发电机——两台80千瓦和一台40千瓦，设于两个后部锅炉舱之间的舱室内。
这些舰只装备有五门127毫米34式速射炮，架设在带有炮挡的单装炮座上。其中舰艛的前后各有两门采用背负式布置，第五门则安装在后部舰艛的顶端。它们共配备600发弹药，最大射程17,400米，并可提升至30°仰角和降低至-10°俯角。舰只的防空武器由四门共配备8,000发弹药的单座37毫米30式速射炮和六门共配备12,000发弹药的单座20毫米30式高射炮组成。此外，舰只还在中心线上的两个四联装动力操纵式底座上安装有八具533毫米鱼雷发射管，每个底座配备一对重新装填装置。四个深水炸弹发射器则安装在后部甲板室的侧面，舰艉两侧还有六具单装深水炸弹支架作为补充，合共可携带32枚炸弹。布雷轨道安装在后甲板，最多可贮存60枚水雷。作为探测潜艇的工具，舰上也搭载有一套称为“群听装置”的被动式水听器，并安装了主动式声纳系统。

### 1936A型及1936A（动员）型

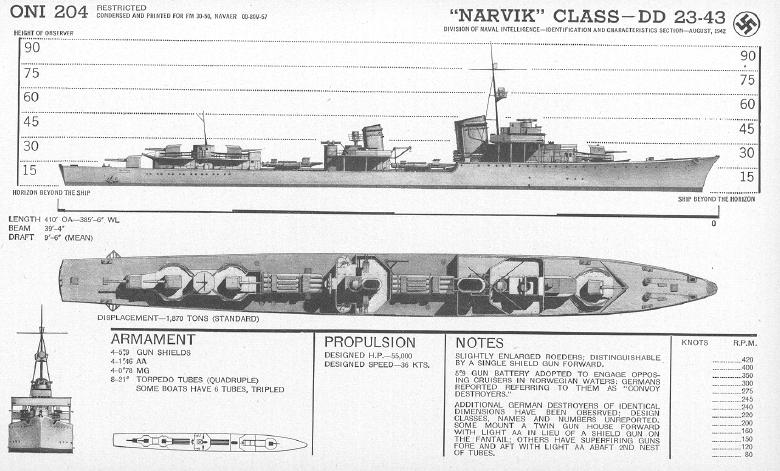
美国人绘制的“纳尔维克级”识别图

八艘1936A型以及随后仅稍作修改（更换了改良的发动机并缩短工期）的十艘1936A（动员）型舰只也被盟军称为“纳尔维克级”（Narvik class），以纪念同名海战。从该子型开始，舰只仅被赋予编号，但不再进行命名。它们与1936型大致类似，惟全长和水线长分别增至127米和121.9米，舷宽和吃水则维持不变。设计排水量为2,543至2,657吨、满载时则可达3,519至3,691吨。舰体被分成十六个水密隔舱，并受到与1936型相同比重的双层船底保护。舰只的标准船员编制为11至15名军官和305至321名水兵，在担任区舰队旗舰时同样可额外增加4名军官和19名水兵。1936A型由两台瓦格纳齿轮传动蒸汽轮机提供动力，各负责驱动一副直径为3.20至3.35米的三叶螺旋桨。过热蒸汽同样由六台瓦格纳水管锅炉供应，在压力为70标准大气压下的工作温度达450至480℃。涡轮机可输出70,000匹軸馬力（52,000千瓦特）的功率，设计航速为36节。由于燃油贮量增至825吨，这些舰只以19节速度的巡航里程亦相应提高到2,950海里（5,460）。
在武器装备方面，1936A型更接近轻巡洋舰而非典型的驱逐舰。其主炮是五门150毫米45倍径36式鱼雷艇炮，其中两门应安装在前部的双联装炮塔上，另外三门安装在主舰艛后部配备炮挡的单装炮座上，但由于炮塔的交付延误，使得早期建造的同型舰都只能搭载四门150毫米炮，即一门在前、三门居后。Z-28号是唯一的例外，因其原本的武器布局便是前、后各有两个单装炮座。Z-23号、Z-24号、Z-25号和Z-29号后续都安装了双联装炮塔。而所有1936A（动员）型均配备有该炮塔。单座炮的升降范围从-10到+30°，而炮塔炮则能够提升至65°。36式鱼雷艇炮可以835米每秒的初速发射45.3千克的炮弹，最大射程为21,950米。由于需要手工装填，这款炮的最大射速为每分钟7－8发，舰上合共携带480枚炮弹。
它们的防空武器包括四门37毫米30式速射炮，安装在与后部烟囱平行的两具双联装底座上。动力操作的底座最大仰角为85°，使仰射射程达到6,800米；而射角为37.5°的水平射程则为8,500米。30式速射炮在单发发射重量为0.748千克的炮弹时初速为1,000米/秒，射速为每分钟30发。这些底座相对稳定，但它们的陀螺仪太小，无法应对急转弯或剧烈横摇。舰只还配备有五到十门采用四联装或单装炮座的全自动20毫米30式高射炮。该炮的有效射速约为每分钟120发。其0.134千克的炮弹会以835米每秒的初速发射，使仰射射程和水平射程分别达到3,700米和4,800米。鱼雷发射管与深水炸弹发射器的配置与前型相同。除既有的“群听装置”外，这些舰只在舰桥还安装了FuMO-24/25型雷达。

### 1936B型及1936C型
1936B型方案保留了先前1936A型的舰体设计和动力方案，但是恢复到1936型较轻的主炮以减少顶重和改善耐波性。它们还配备了比旧舰更为强大的防空武器，包括分为三个四联装和三个单装炮座的十五门全自动20毫米30式高射炮。
1936C型预期作为1936A型和B型的改进版本。它在基础舰体和机械装置上与1936B型非常相似，两者之间的主要区别是1936C型将搭载最初供侦察巡洋舰使用的涡轮机，以及更强大的火力。由于已经列装的轻型高射炮数量无法再增加，因此当局的设想是使用由主炮和高射炮组成的组合火力。1941年，双联装128毫米40式高射炮被提议作为1936C型的新武器，旨在取代过往的主炮并用作附加防空武器。然而，该型舰最终无一建成。

## 同级舰
| 舰名                     | 造船厂             | 动工                    | 下水                    | 投运                    | 结局                                       |                        |
| 1936型                   | 1936型             | 1936型                  | 1936型                  | 1936型                  | 1936型                                     |                        |
| ------------------------ | ------------------ | ----------------------- | ----------------------- | ----------------------- | ------------------------------------------ | ---------------------- |
| Z-17“迪特尔·冯·勒德尔”号 | 不来梅德希马格船厂 | 1936年9月9日            | 1937年8月19日           | 1938年8月29日           | 1940年4月13日在纳尔维克海战中搁滩并遭摧毁  |                        |
| Z-18“汉斯·吕德曼”号      | 不来梅德希马格船厂 | 1936年9月9日            | 1937年12月1日           | 1938年10月8日           | 1940年4月13日在纳尔维克海战中搁滩并遭摧毁  |                        |
| Z-19“赫尔曼·金内”号      | 不来梅德希马格船厂 | 1936年10月5日           | 1937年12月22日          | 1939年1月12日           | 1940年4月13日在纳尔维克海战中搁滩并遭摧毁  |                        |
| Z-20“卡尔·加尔斯特”号    | 不来梅德希马格船厂 | 1937年9月14日           | 1938年6月15日           | 1939年3月21日           | 1946年移交苏联，1958年拆解                 |                        |
| Z-21“威廉·海德坎普”号    | 不来梅德希马格船厂 | 1937年12月14日          | 1938年8月28日           | 1939年6月20日           | 1940年4月10日在纳尔维克海战中遭鱼雷击沉    |                        |
| Z-22“安东·施米特”号      | 不来梅德希马格船厂 | 1938年1月3日            | 1938年9月20日           | 1939年9月24日           | 1940年4月10日在纳尔维克海战中遭鱼雷击沉    |                        |
| 1936A型                  |                    |                         |                         |                         |                                            |                        |
| Z-23号                   | 不来梅德希马格船厂 | 1938年11月15日          | 1939年12月15日          | 1940年9月15日           | 1945年移交法国，1951年拆解                 |                        |
| Z-24号                   | 不来梅德希马格船厂 | 1939年1月2日            | 1940年3月7日            | 1940年10月23日          | 1944年8月25日在滨海勒韦尔东附近遭空袭击沉  |                        |
| Z-25号                   | 不来梅德希马格船厂 | 1939年2月15日           | 1940年3月16日           | 1940年11月30日          | 1946年移交法国，1961年拆解                 |                        |
| Z-26号                   | 不来梅德希马格船厂 | 1939年4月1日            | 1940年4月2日            | 1941年1月11日           | 1942年3月29日在巴伦支海遭英国军舰击沉      |                        |
| Z-27号                   | 不来梅德希马格船厂 | 1939年12月27日          | 1940年8月1日            | 1941年2月26日           | 1943年12月28日在石墙行动中遭英国军舰击沉   |                        |
| Z-28号                   | 不来梅德希马格船厂 | 1939年11月30日          | 1940年8月20日           | 1941年8月9日            | 1945年3月6日在萨斯尼茨附近遭空袭击沉       |                        |
| Z-29号                   | 不来梅德希马格船厂 | 1940年3月21日           | 1940年10月15日          | 1941年7月9日            | 1945年移交美国，1946年凿沉                 |                        |
| Z-30号                   | 不来梅德希马格船厂 | 1940年4月15日           | 1940年12月8日           | 1941年11月15日          | 1945年移交英国，1948年拆解                 |                        |
| 1936A（动员）型          |                    |                         |                         |                         |                                            |                        |
| Z-31号                   | 不来梅德希马格船厂 | 1940年9月1日            | 1941年5月15日           | 1942年4月11日           | 1945年移交法国，1960年代拆解               |                        |
| Z-32号                   | 不来梅德希马格船厂 | 1940年11月1日           | 1941年8月15日           | 1942年9月15日           | 1944年6月9日在韦桑岛海战中搁浅后自沉       |                        |
| Z-33号                   | 不来梅德希马格船厂 | 1940年12月22日          | 1941年9月15日           | 1943年2月6日            | 1945年移交苏联，1962年拆解                 |                        |
| Z-34号                   | 不来梅德希马格船厂 | 1941年1月15日           | 1942年5月5日            | 1943年6月5日            | 1945年移交美国，1946年凿沉                 |                        |
| Z-37号                   | 基尔日耳曼尼亚船厂 | 1940年1月2日            | 1941年2月24日           | 1942年7月16日           | 1944年8月24日凿沉，1949年拆解              |                        |
| Z-38号                   | 基尔日耳曼尼亚船厂 | 1940年4月15日           | 1941年8月15日           | 1943年3月20日           | 1945年移交英国，1949年拆解                 |                        |
| Z-39号                   | 基尔日耳曼尼亚船厂 | 1940年8月15日           | 1941年12月2日           | 1943年8月21日           | 1945年移交美国，1947年转交法国，1964年拆解 |                        |
| 1936B型                  |                    |                         |                         |                         |                                            |                        |
| Z-35号                   | 不来梅德希马格船厂 | 1941年6月6日            | 1942年10月2日           | 1943年9月22日           | 1944年12月12日在芬兰湾触雷沉没             |                        |
| Z-36号                   | 不来梅德希马格船厂 | 1941年9月15日           | 1943年5月15日           | 1944年2月19日           | 1944年12月12日在芬兰湾触雷沉没             |                        |
| Z-40号                   | 基尔日耳曼尼亚船厂 | 1940年6月和10月取消建造 | 1940年6月和10月取消建造 | 1940年6月和10月取消建造 | 1940年6月和10月取消建造                    |                        |
| Z-41号                   | 基尔日耳曼尼亚船厂 | 1940年6月和10月取消建造 | 1940年6月和10月取消建造 | 1940年6月和10月取消建造 | 1940年6月和10月取消建造                    |                        |
| Z-42号                   | 基尔日耳曼尼亚船厂 | 1940年6月和10月取消建造 | 1940年6月和10月取消建造 | 1940年6月和10月取消建造 | 1940年6月和10月取消建造                    |                        |
| Z-43号                   | 不来梅德希马格船厂 | 1942年5月1日            | 1943年9月22日           | 1944年5月31日           | 1945年5月3日自沉                           |                        |
| Z-44号                   | 不来梅德希马格船厂 | 1942年8月1日            | 1944年1月20日           | 不適用                  | 1944年7月29日在不来梅遭空袭击沉            |                        |
| Z-45号                   | 不来梅德希马格船厂 | 1943年9月1日            | 不適用                  | 不適用                  | 1946年拆解                                 |                        |
| 1936C型                  |                    |                         |                         |                         |                                            |                        |
| Z-46号                   | 不来梅德希马格船厂 | 1943年                  | 终止建造，1945年后废弃  | 终止建造，1945年后废弃  | 终止建造，1945年后废弃                     | 终止建造，1945年后废弃 |
| Z-47号                   | 不来梅德希马格船厂 | 1943年                  | 终止建造，1945年后废弃  | 终止建造，1945年后废弃  | 终止建造，1945年后废弃                     | 终止建造，1945年后废弃 |
| Z-48号                   | 不来梅德希马格船厂 | 不適用                  | 终止建造，1945年后废弃  | 终止建造，1945年后废弃  | 终止建造，1945年后废弃                     | 终止建造，1945年后废弃 |
| Z-49号                   | 不来梅德希马格船厂 | 不適用                  | 终止建造，1945年后废弃  | 终止建造，1945年后废弃  | 终止建造，1945年后废弃                     | 终止建造，1945年后废弃 |
| Z-50号                   | 不来梅德希马格船厂 | 不適用                  | 终止建造，1945年后废弃  | 终止建造，1945年后废弃  | 终止建造，1945年后废弃                     | 终止建造，1945年后废弃 |

## 历史

### 1936型
从完工后到战争爆发，1936型驱逐舰大部分时间都在接受训练，但也有几艘同级舰实际参与了1939年初对立陶宛梅默尔的占领行动。当1939年9月战争开始时，它们先是在德意志湾协助布雷，然后从1939年末至1940年初又在英国沿岸海域布设了多个雷区。除当时正在接受改装的Z-20“卡尔·加尔斯特”号外，其余姊妹舰都参与了1940年4月入侵挪威的“威悉演习行动”；它们都在纳尔维克海战被击沉或自沉。Z-20号则于9月移驻法国，在当地曾多次与英国舰艇交战。经过进一步改装，该舰被转移至挪威，为1941年6月轴心国入侵苏联的“巴巴罗萨行动”做准备。它在这一年余下的时间里主要负责为船队提供护航。完成第三次改装后，Z-20号曾于1942年年中短暂返回挪威，直到7月搁浅后严重受损，不得不回国修理。该舰于12月重回挪威，在当地一直驻留到1943年11月，并于9月参加了“西西里行动”。从11月至1944年8月期间，由于发动机故障，它一直处于维修状态，继而在接下来的六个月里在挪威南部执行护航任务和布设雷区。Z-20号于1945年初被转移到波罗的海，在那里为撤离难民的船队提供护航，并在5月德国投降之前从苏联军队压境的局势下亲自从东普鲁士接载难民。战后，该舰作为战争赔款被割让予苏联，继而于1950年被改装成一艘训练舰，直至1958年拆解报废。

### 1936A型
1936A型于战争期间主要在挪威或法国水域度过，护送德国舰船并布设雷区，偶尔与盟军战舰交战。其中Z-29号作为护航部队的旗舰参加了1942年初的“海峡冲刺”行动，率领Z-25号等五艘驱逐舰成功护送两艘战列舰和一艘重巡洋舰穿越英吉利海峡回国。同年5月，Z-24号、Z-27号、Z-28号、Z-29号和Z-30号在“跳马行动”被指派为装甲舰舍尔将军号和吕措号提供护航，以袭击前往苏联的PQ-17号北极船队。至12月底为了拦截从英国驶向苏联的JW-51B号护航船队而发起的“彩虹行动”和随后引发的巴伦支海海战中，Z-30号也发挥了次要作用。
八艘同型舰于1943年继续执行护航和布雷任务。其中Z-26号于3月29日在巴伦支海拦截PQ-13号护航船队的行动中遭英国驱逐舰日食号击沉。同驻挪威的Z-27号、Z-29号和Z-30号参加了9月突袭斯匹次卑尔根岛的“西西里行动”；而驻法国的Z-23号、Z-24号和Z-27号则负责护送轴心国的突围舰穿越比斯开湾，并在年底的比斯开湾海战中发挥次要作用，惟Z-27号在战斗中遭两艘英国轻巡洋舰击沉。1944年6月6日盟军登陆诺曼底后，Z-23号和Z-24号相继在8月的空袭中遇害，其中Z-23号被宣布为推定全损，Z-24则沉没报废。Z-25号于1944年初被转移到波罗的海，在战争余下的大部分时间里都在德国撤离东普鲁士期间为船只提供护航并炮击苏联军队，Z-28号也负责护送德国巡洋舰以及船队从芬兰和波罗的海国家撤离人员，Z-29号则在德国人从10月开始从挪威北部撤退时负责为运兵船队提供护航。
1945年3月6日，Z-28号在港口被英国轰炸机击沉，造成大量人员伤亡。Z-30号于1944年底触雷而受损，并在战争余下的时间里一直处于维修状态。战后，该舰被割让予英国，至1948拆解报废。法国人在战后将Z-23号打捞上岸，将其用作在法国服役的前德国驱逐舰的备件来源。该舰于1951年报废，随后拆解。Z-25号在战后同样被割让予法国，并被改造成一艘高速护航驱逐舰，直至1961年拆解。Z-29号则被割让予美国，但因无法达到适航性而被对方凿沉在斯卡格拉克海峡入口处。

### 1936A（动员）型
1936A（动员）型舰于战争的大部分时间都在挪威、法国水域或波罗的海度过，其中仅Z-31号参加了1942年12月31日的巴伦支海海战。它与Z-33号都在1943年9月对斯匹次卑尔根岛的袭击中受损。Z-32号和Z-37号参加了1943年底的比斯开湾海战，之后两者于1944年初意外相撞。被拖回波尔多港口后，德国海军认为Z-37号损毁严重，无法修复，遂将其解除武装。该舰于同年晚些时候退役，被船员凿沉，至1949年由法国当局打捞上岸拆解。Z-32号则继续在德占法国的大西洋沿岸执行任务，护送突围舰和潜艇，并在1944年6月9日的韦桑岛海战中搁浅后自沉。
Z-33号和Z-34号作为战列舰提尔皮茨号的防御屏障，于1944年全年都留在挪威水域，并都曾受到英国飞机的攻击而受损。当德国人从10月份开始撤离该地区时，两者也负责为来自挪威北部的运兵船队提供护航。1945年初，Z-33号在驶往波罗的海时搁浅并严重受损。当该舰被拖到港口进行维修时，它及其护航舰艇遭到盟军战斗轰炸机的袭击。Z-33号终于在4月初抵达波罗的海，但因燃料短缺而作预备役搁置。该舰随后被转移到库克斯港并在战争结束前不久退役。Z-38号和Z-39号于战争期间都在护航运输船、布设雷区和炮击地面部队。其中Z-38号于1943年曾在波罗的海短暂服役、1943年至1945年被重新分配到挪威周边的北极地区、1945年再次在波罗的海服役，Z-39号则始终部署在波罗的海。
1945年1月25日，由Z-31号、Z-34号和Z-38号组成的德国第4驱逐区舰队从特罗姆瑟出发前往波罗的海。在1月28日的行动中，这三艘驱逐舰在卑尔根以北的松恩峡湾遭两艘英国轻巡洋舰拦截。Z-31号共中弹七发，前炮塔被毁，导致多人伤亡。Z-34号也有轻微损坏。逃生后，Z-31号驶入卑尔根进行临时维修，并在霍滕和奥斯陆接受进一步维修，然后才抵达波罗的海。在接下来的几个月里，这三艘姊妹舰为德军和平民从戈滕哈芬和赫拉的撤离提供支援，并多次炮击塑苏联的地面部队，直到被苏联炸弹损坏才撤出。共有五艘同型舰在战争中幸存，其中Z-31号于战后移交法国海军，一直服役至1958年；Z-33号于1945年底分配给苏联，随后在苏联海军服役至1962年报废。Z-34号和Z-39号被割让予美国，但Z-34由于维修状况不佳，美国海军拒绝接受，遂于1946年3月26日将其凿沉在斯卡格拉克海峡；Z-39号则被美国海军用于测试其高压蒸汽推进装置，至1947年11月再移交法国海军，在那里被拆解成备件源，并充当扫雷舰的浮筒船，直到1964年拆解报废。Z-38号被英国接收，用来进行广泛的机械试验，之后又进行1,100磅（500）的炸弹测试，导致龙骨破裂并被淹没。它因受损严重而无法重新浮起，遂于1949年11月8日出售报废。

### 1936B型

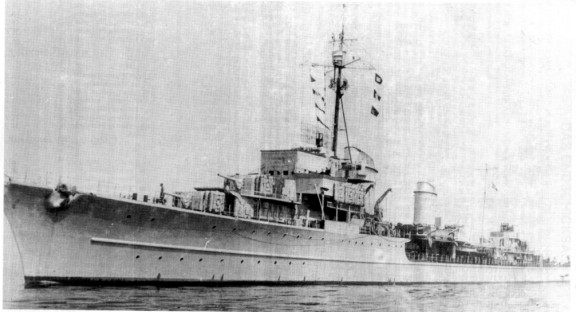
Z-43号驱逐舰

1936B型只有三艘完工并服役。这三艘舰完工后都于1944年被编入驻波罗的海的第6驱逐区舰队，为德国船队护航、布设雷区，并炮击苏联军队。同年12月11－12日夜间，该区舰队奉命在爱沙尼亚海岸和离岸稍远的既有雷区之间布设一个新的雷区。在恶劣天气下，Z-35号和Z-36号于凌晨02:00左右误闯既有雷区，分别触发了一枚或多枚地雷。Z-36号迅速沉没，全体官兵罹难；Z-35则坚持了更长时间才下沉。船员们在舰只沉没前弃舰而逃，但只有大约70人被苏联人救起。同型仅存的Z-43号于1945年初继续为船队护航，继而于2月中旬恢复了之前的海岸炮击任务。它维持这项任务直到4月10日触雷受损。经过紧急维修后，该舰驶入瓦尔讷明德港口，为岸上的德国军队提供火炮支援。在耗尽所有弹药后，Z-43号于5月2日离开瓦尔讷明德前往基尔，至翌日被凿沉。
由于缺乏优先权，Z-44号和Z-45号的建造速度被放缓，只有Z-44号能够赶在战争结束前下水。1944年7月24日，两艘舰的建造工作受命暂停至少三个月，但五天后，正在进行舾装的Z-44号在英国皇家空军对不来梅的一次空袭中被击沉，使这一切都变得毫无意义。随后，两艘舰的部件都被拆用作修理Z-39号，而当Z-44号的舰艉于9月初断裂时，打捞工作也显得不切实际。其残骸于1948－1949年间拆解。Z-45号则从未完工，并于1946年在船台上拆解。

### 1936C型
1936C型的前两艘舰，Z-46号和Z-47号于1941年10月8日订购，并在晚些时候动工。工程因缺乏材料而于1942年搁置，直到1943年才铺设龙骨。由于飞机袭击造成的破坏、材料供应延误和铜短缺等问题，这两艘舰的建造不断延误，导致进展非常缓慢。它们于1945年被盟军炸毁。至于另外三艘姊妹舰：Z-48号、Z-49号和Z-50号则于1943年6月12日订购，但从未动工。